# Мишин, Вадим Николаевич
Вади́м Никола́евич Ми́шин (рум. Vadim Mișin; 12 марта 1945, Кульсары, Казахская ССР, СССР — 18 октября 2016, Кишинёв, Республика Молдова) — молдавский государственный деятель, депутат парламента Республики Молдова (1998—2014).

## Биография
В 1974 году окончил юридический факультет Кишинёвского государственного университета и Высшую партийную школу при ЦК Компартии Украины.
- 1967—1983 год — на комсомольской работе: второй секретарь Орхейского районного комитета, первый секретарь Григориопольского районного комитета, заведующий отделом ЦК Ленинского коммунистического союза молодёжи Молдавии (ЛКСММ),
- 1983—1986 год — заместитель начальника,
- 1986—1998 год — начальник департамента транспортной полиции МВД Моллдавской ССР/Республики Молдова, генерал-майор полиции (в запасе),
- 1993—2012 год — член Партии коммунистов Республики Молдова,
- 1998—2012 год — депутат Парламента Республики Молдова, член фракции ПКРМ, в 2000—2005 годах — заместитель председателя парламента,
- 1998—2014 год — депутат Парламента Республики Молдова, в 2012—2014 годах — неприсоединившийся депутат Парламента Республики Молдова.

С 14 сентября 2012 года по 18 октября 2016 года — председатель политической партии «Возрождение».
Также являлся президентом Союза офицеров Молдовы.

## Награды и звания
Награждён орденом Республики (Республика Молдова) (2005) и орденом «Содружество» (2002).